# Jovibarba
Jovibarba is een geslacht van succulenten uit de Vetplantenfamilie. De soorten komen voor in bergachtige gebieden in zuidoostelijk Europa.

## Soorten
- Jovibarba globifera
- Jovibarba heuffelii
- Jovibarba hirta

Adromischus · Aeonium · Aichryson · Chiastophyllum · Cotyledon · Crassula · Diamorpha · Dudleya · Echeveria · Graptopetalum · Greenovia · Hylotelephium (Hemelsleutel) · Hypagophytum · Jovibarba · Kalanchoe (Kalanchoë) · Lenophyllum · Monanthes · Orostachys · Pachyphytum · Perrierosedum · Phedimus (Vlak vetkruid) · Pistorinia · Prometheum · Pseudosedum · Rhodiola · Rosularia · Sedum (Vetkruid) · Sempervivum (Huislook) · Thompsonella · Tylecodon · Umbilicus · Villadia